# Vincze Gyula
Vincze Gyula (1919. december 6. – 1984. május 2.) válogatott labdarúgó, csatár. A salgótarjáni labdarúgók közül elsőként szerepelt a válogatottban. A sportsajtóban Vincze II néven volt ismert.

## Pályafutása

### Klubcsapatban
Pályafutása során a Salgótarjáni SE, a Vasas SC és két időszakban a  Salgótarjáni BTC labdarúgója volt. Középcsatárként és balszélsőként játszott. Gyors, veszélyes játékos volt. Első bajnoki mérkőzését 1938. szeptember 25-én játszotta a Salgótarjáni SE színeiben a Bocskai FC ellen (0-8), míg utoljára 1949. november 27-én lépett pályára az élvonalban az STBC színeiben a Dorogi FC ellen. (2-2) Százkilencven mérkőzésen 117 gólt ért el.

### A válogatottban
1945-ben egy alkalommal szerepelt a válogatottban és egy gólt szerzett.

## Sikerei, díjai
- Magyar kupa
  - döntős.: 1943

## Statisztika

### Mérkőzése a válogatottban
| Magyarország | Magyarország        | Magyarország              | Magyarország | Magyarország | Magyarország | Magyarország | Magyarország | Magyarország |
| #            | Dátum               | Helyszín                  | Hazai        | Eredmény     | Vendég       | Kiírás       | Gólok        | Esemény      |
| ------------ | ------------------- | ------------------------- | ------------ | ------------ | ------------ | ------------ | ------------ | ------------ |
| 1.           | 1945. augusztus 20. | Budapest, Üllői úti pálya | Magyarország | 5 – 2        | Ausztria     | barátságos   | 1            | 38'          |
|              | Összesen            |                           |              | 1            | mérkőzés     |              | 1            | gól          |